# 柳家小のぶ
柳家 小のぶ（やなぎや このぶ、1937年10月3日 - ）は、落語協会所属の落語家。東京都港区出身。本名∶本田 延吉。出囃子∶元禄花見踊、定紋∶花菱。

## 経歴
1956年5月に五代目柳家小さんに入門、柳家小延と名乗る。
1958年9月に二ツ目昇進、小のぶに改名。
1973年3月に三升家勝彌、橘家圓平、三遊亭さん生、三代目吉原朝馬、柳家小のぶ、柳家かゑる、三升家勝二、桂小益、林家枝二、柳家さん吉の十名で真打昇進。

## 芸歴
- 1956年5月 - 五代目柳家小さんに入門、前座名「小延」。
- 1958年9月 - 二ツ目昇進、「小のぶ」と改名。
- 1973年3月 - 真打昇進。

## 芸風
「幻の落語家」で、独演会でしか聞けないと自称するが、近年は寄席定席への出演もある。
定席出演の際は仲入りやヒザ前の出演が多い。池袋演芸場では主任を取ったこともある。

### 落語
兄弟子七代目立川談志に「悪声」と評されたダミ声が特徴。マクラでは噺に登場する重要事物を紹介したあと、本編での熱演に入る。

## ソフト

### CD
柳家小のぶ独演会
- 第1集「味噌蔵・芝浜」
- 第2集「寝床・強情灸」
- 第3集「品川心中・たがや」
- 第4集「山崎屋・勘定板」
- 第5集「火焔太鼓・高田の馬場」
- 第6集「佃祭・小言念仏」
- 第7集「宿屋の富・蛙茶番」
- 第8集「妾馬」
- 第9集「厩火事・粗忽長屋・幇間腹」
- 第10集「野ざらし・宮戸川」
- 第11集「こんにゃく問答・風呂敷」
- 第12集「青菜・子はかすがい」
- 第13集「三枚起請・寄合酒」
- 第14集「明烏・あわびのし」
- 第15集「薮入り・長短」
- 第16集「抜け雀・景清」
- 第17集「文七元結」
- 第18集「宿屋の仇討・甲府い」
- 第19集「とうなすや・猫久」
- 第20集「富久・時そば」